# 天主教维泰博教区
天主教維泰博教區（拉丁語：Dioecesis Viterbiensis），是義大利一個天主教教區。直屬聖座（羅馬教省）。
教區包括維泰博省中部三十五市。2010年有教友162,837人，佔總人口96.9%。有九十六個堂區、司鐸182名。現任教區主教為理諾·富馬加利。

## 歷史
教區成立於1192年，但在1208年英諾森三世教宗追認此一命令的文件中，特別指出了教區與圖斯卡尼亞教區（不晚於6世紀成立）的聯合關係。教區第一位主教叫若望。
1936年5月2日，教區與齊米諾的聖瑪爾定自治會院區永久聯合。1970年6月8日，維泰博、蒙泰菲亞斯科內、阿誇彭登泰和圖斯卡尼亞四個教區以及齊米諾的聖瑪爾定自治會院區都由同一位主教管轄。1971年，教區主教又兼任巴尼奧雷焦教區的宗座署理。
1986年3月27日後五個教區和自治會院區全部被撤銷，歸於維泰博教區內。同一天教區主教獲得了齊米諾的聖瑪爾定自治會院區院牧的頭銜。